# Рот (Баварія)
Рот (нім. Roth [ʁoːt] ( прослухати); колишній Roth bei Nürnberg) — місто в Німеччині, розташоване в землі Баварія. Підпорядковується адміністративному округу Середня Франконія. Адміністративний центр району Рот.
Площа — 96,25 км2. Населення становить 25 232 ос. (станом на 31 грудня 2020).